# دیمیترو لیزنکو
دیمیترو لیزنکو (به انگلیسی: Dmytro Lysenko) (زادهٔ ۱۰ مهٔ ۱۹۸۱) شناگر اهل اوکراین است.